# Pepin Township
Pepin és un township al comtat de Wabasha, Minnesota, Estats Units, amb 471 habitants al cens del 2000. Les comunitats no incorporades de Maple Springs, Camp Lacupolis i Reads Landing son als límits del township. El township de Pepin es va organitzar el 1858 i va rebre el nom del llac Pepin.És limítrof amb el town de Wisconsin del mateix nom.
Segons l'Oficina del Cens el township té una superfície de 55,8 km2(21,6 milles quadrades); 45,5 km2 (17,6 milles quadrades) de terra ferma i 10,3 km2 (4,0 milles quadrades, un 18,51%) son cobertes per les aigües. El township conté tres propietats incloses al Registre Nacional de Llocs Històrics: el jaciment precolombí King Coulee, Reads Landing School de 1870 i el Reads Landing Overlook de 1940.

## Demografia
En el cens de l'any 2000 al township hi havia 471 persones, 170 llars i 131 famílies. La densitat de població era de 26.8 habitants per milla quadrada (10.3/km2). Hi havia 210 habitatges amb una densitat mitjana 4,6 hab./km² (11,9 hab. per milla quadrada). El perfil racial del township era d'un 98,30% de blancs, un 0,42% de nadius americans, un 0,85% d'asiàtics i un 0,42% de dues o més races. Els hispans o llatins de qualsevol raça eren l'1,91% de la població.
Hi havia 170 llars, en el 37,1% de les quals hi vivien menors de 18 anys, el 68,2% eren parelles casades vivint plegades, el 3,5% tenien una dona cap de família sense marit present i el 22,9% no eren famílies. El 17,1% de totes les llars eren ocupades per una sola persona, i el 4,1% per una persona que tenia 65 anys o més. De mitjana a les llars hi vivien 2,77 persones, augmentant a 3,14 en el cas d'habitatges ocupats per famílies.
Al township la població es repartia en les següents classes etàries: un 27,6% menors de 18 anys, un 7,4% de 18 a 24 anys, un 22,9% de 25 a 44 anys, un 28,2% de 45 a 64 anys i un 13,8% de 65 anys o més. L'edat mediana era de 41 anys. Per cada 100 dones, hi havia 94,6 homes. Per cada 100 dones de 18 anys o més, hi havia 96,0 homes.
La renda mediana per llar al township era de 46.563 $, i la renda mediana familiar era de 51.563 $. Els homes tenien una renda mitjana de 32.000 dòlars enfront dels 26.250 dòlars de la de les dones. La renda per capita del township era de 20.741 dòlars. Un 5,3% de les famílies i el 5,5% de la població estaven per sota del llindar de pobresa, entre aquests el 17,7% dels majors de 65 anys.